# When the king enjoys his own again
When the king enjoys his own again ("Quando il re si riunirà ai suoi"), talvolta nota anche come The king shall enjoy his own again ("Il re si riunirà ai suoi") è una canzone popolare di ambiente realista inglese datata al XVII secolo. Scritta da Martin Parker durante la guerra civile inglese (pubblicata per la prima volta nel 1643), venne successivamente adottata dai giacobiti. Secondo lo storico Bernard Capp, questa canzone fu una delle più popolari della metà del XVII secolo in Inghilterra. Il critico del XVIII secolo  Joseph Ritson la definì "l'aria più famosa e popolare che io abbia mai sentito in questo paese".

## Uso giacobita
Uno dei reggimenti irlandesi giacobiti costituito negli anni '90 del Seicento dai veterani della campagna d'Irlanda di Giacomo II, il Régiment Rooth (soprannominato "la guardia del corpo del Pretendente"), marciò sulle note di "When the king enjoys his own again". Alla morte di Maria II d'Inghilterra nel 1694, i giacobiti di Bristol pubblicamente suonarono con le campane cittadine questo motivo. Nel settembre del 1711 il comandante di una compagnia della milizia di Londra, il capitano John Silk, fece suonare la musica per le strade di Londra. Nel 1713 il chierico tory Henry Sacheverell predicò ai Figli del Clero accompagnato da questa musica, alla presenza di Philip Bisse (vescovo di Hereford) e di Francis Atterbury (vescovo di Rochester), ricevendone il plauso.
Dopo l'ascesa del primo re della dinastia degli Hanover, Giorgio I, vi fu un'insorgenza di giacobisitmo con la celebrazione un po' ovunque del Giorno della Restaurazione (29 maggio) di Carlo II, sempre con questa musica in accompagnamento. Secondo lo storico della musica Daniel Szechi, questa fu la melodia popolare più conosciuta del tempo e per questo venne largamente sfruttata dai giacobiti per scopi propagandistici.
Nel febbraio del 1716 iniziarono le prime relazioni: al college di Exeter alcuni studenti sorpresi a intonare questa canzone vennero pubblicamente flagellati.
Nel 1722 a St Albans il futuro parlamentare Thomas Gape, fece suonare questa canzone a dei musici durante le rivolte per le elezioni di quell'anno.

## Testo
| Let rogues and cheats prognosticate Concerning king's or kingdom's fate I think myself to be as wise As he that gazeth on the skies My sight goes beyond The depth of a pond Or rivers in the greatest rain Whereby I can tell That all will be well When the King enjoys his own again Yes, this I can tell That all will be well When the King enjoys his own again There's neither Swallow, Dove, or Dade Can soar more high or deeper wade Nor show a reason from the stars What causeth peace or civil wars The man in the moon May wear out his shoon By running after Charles his wain But all's to no end, For the times will not mend Till the King enjoys his own again Yes, this I can tell That all will be well When the King enjoys his own again Full forty years this royal crown Hath been his father's and his own And is there anyone but he That in the same should sharer be? For better may The scepter sway Than he that hath such right to reign? Then let's hope for a peace, For the wars will not cease Till the king enjoys his own again Yes, this I can tell That all will be well When the King enjoys his own again |  | Though for a time we see Whitehall With cobwebs hanging on the wall Instead of gold and silver brave Which formerly was wont to have With rich perfume In every room, Delightful to that princely train Yet the old again shall be When the time you see That the King enjoys his own again Yes, this I can tell That all will be well When the King enjoys his own again Then fears avaunt, upon the hill My hope shall cast her anchor still Until I see some peaceful dove Bring home the branch I dearly love Then will I wait Till the waters abate Which now disturb my troubled brain Then for ever rejoice, When I've heard the voice That the King enjoys his own again Yes, this I can tell That all will be well When the King enjoys his own again |